# Galattosemia

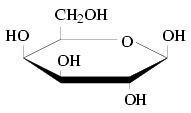

Per galattosemia in campo medico, si intende una malattia a carattere ereditario, autosomica recessiva, dei nascituri, dovuta ad un malfunzionamento di un enzima capace di metabolizzare il galattosio, se non diagnosticata in tempo può risultare mortale. Erroneamente spesso la si confonde con l'intolleranza al lattosio, ma questa è una forma più grave. Esistono tre forme di deficit: una riguarda il galattosio-1-fosfato uridiltransferasi, un'altra la galattochinasi e l'ultima l'uridina difosfato galattosio 4-epimerasi. Senza alcun trattamento, la mortalità nei neonati affetti da galattosemia è circa del 75%.

## Storia
Fu F. Goppert il primo a scoprire tale malattia nel 1917, mentre la causa è stata scoperta più tardi nel 1956 grazie a Herman Kalckar.

## Epidemiologia
L'incidenza cambia a seconda della tipologia:
- Deficit galattosio-1-fosfato uridiltransferasi, 1 su 62 000 bambini nati vivi
- Deficit di galattochinasi, 1 su 40 000 bambini nati vivi
- Deficit dell'uridina difosfato galattosio 4-epimerasi, 1 su 23 000 bambini nati vivi[4]

## Tipologie
Il galattosio è convertito in glucosio dall'azione di tre enzimi, in un processo noto come la via di Leloir. Ci sono malattie associate ad una deficienza di ciascuno di questi tre enzimi:
| Tipo   | Diseases Database | OMIM   | Gene  | Locus    | Enzima                                 | Nome                                                                                       |
| ------ | ----------------- | ------ | ----- | -------- | -------------------------------------- | ------------------------------------------------------------------------------------------ |
| Tipo 1 | 5056              | 230400 | GALT  | 9p13     | galattosio-1-fosfato uridiltransferasi | galattosemia classica                                                                      |
| Tipo 2 | 29829             | 230200 | GALK1 | 17q24    | galattochinasi                         | deficienza di galattochinasi                                                               |
| Tipo 3 | 29842             | 230350 | GALE  | 1p36-p35 | UDP galattosio epimerasi               | deficienza di galattosio epimerasi, deficienza di uridina difosfato galattosio 4-epimerasi |

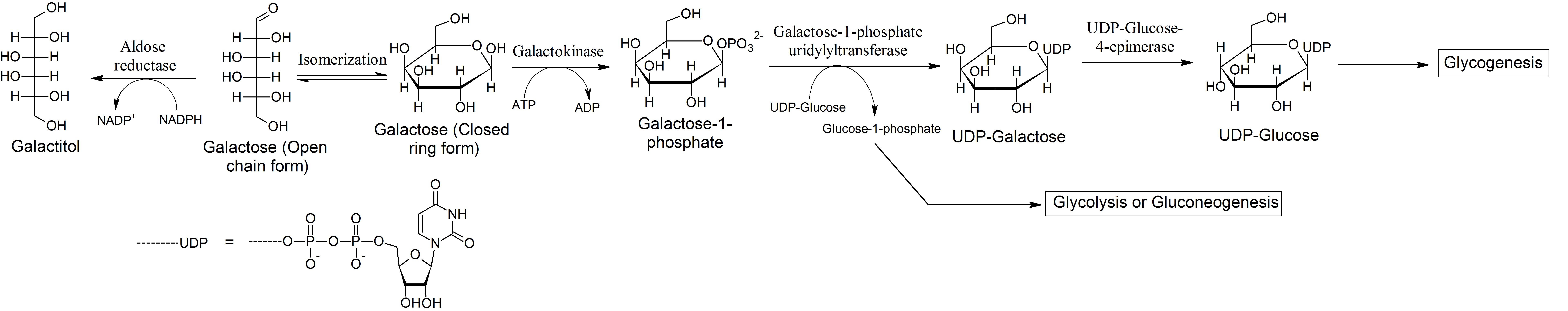
Normale via metabolica del galattosio nell'umano.

## Diagnosi
La diagnosi è possibile tramite screening neonatale. Si analizza uno spot di sangue su Guthrie card con metodo Tandem Mass, per una valutazione quantitativa del galattosio ematico o dell'enzima stesso.

## Eziologia
Il lattosio contenuto nei cibi è comunemente scisso in glucosio e galattosio dall'enzima lattasi. Negli individui affetti da galattosemia, gli enzimi che processano ulteriormente il galattosio rendendolo metabolizzabile sono assenti o non funzionali: questo porta ad un accumulo tissutale di galattosio-1-fosfato in quantità altamente tossiche. Per la precisione sono mutati o assenti enzimi appartenenti alla classe delle transferasi (nella galattosemia classica manca la galattosio-1-fosfato uridiltransferasi).

## Sintomatologia
Fra i sintomi e i segni clinici si presentano ritardo di crescita, epatosplenomegalia, tendenza all'emorragia (per difetto di sintesi dei fattori della coagulazione), ipoglicemia, cirrosi, cataratta, deficit neurologici, aminoaciduria, albuminuria. Riduzione della densità ossea ed insufficienza ovarica come complicanze a lungo termine, anche in alcuni casi trattati.

## Esami
Uno screening prenatale è utile per riuscire ad effettuare in tempo una diagnosi della malattia.

## Terapia
Quando la diagnosi è stata effettuata la futura madre deve smettere di assumere il galattosio e il lattosio, se invece il bambino è nato deve seguire una dieta priva, in modo assoluto, di lattosio e di alimenti contenenti acidi lattici. Ricerche svolte da noti ricercatori in Svizzera hanno dimostrato l'importanza di non assumere alimenti provenienti dalla lavorazione della soia. Inoltre la dieta deve essere variata riducendo, rispetto ad una dieta normale, l'apporto di legumi. Il perfetto controllo della NON ASSUNZIONE di alimenti contenenti lattosio e suoi derivati sinora sembra essere il fattore determinante per il controllo della malattia.